# Raimond de Cardona
Pour les articles homonymes, voir Cardona (homonymie).
Pour les autres membres de la famille ou les autres porteurs de ce nom, voir Famille Folch de Cardon et Folch.
Ramón Folch de Cardona-Anglesola, comte d'Albento et duc de Soma (né à Bellpuig, dans la province de Lérida, en 1467 — mort à Naples en 1522), est un officier et un marin catalan qui exerça les fonctions de vice-roi de Sicile.

## Biographie
Fils d'Antoine de Cardona-Anglesola i Centelles et de Castellana de Requesens, il dirige l'escadre espagnole qui s'empare en 1505 de Mers-el-Kébir (« Mazalquivir ») au cours de la guerre contre les Mauresques.
Puis il prend part à la guerre de la Ligue de Cambrai (en Italie) dans l'armée de Ferdinand le Catholique. Il est nommé vice-roi de Sicile (vice-roi de Naples, 1507-1509) puis de Grand-amiral de Naples (1510-1522). En tant que chef de l'armée de la Sainte Ligue, il est d'abord battu par Gaston de Foix à la bataille de Ravenne (1512), mais par ses victoires à Novare et Vicence (1513), il rétablit les Médicis à Florence et chasse les Français du nord de l'Italie et de la Vénétie. En 1515, il ne put empêcher la jonction des Vénitiens avec les Français, et dut se replier sur Naples après Marignan.
À sa mort, sa dépouille fut transportée dans sa ville natale de Bellpuig, et placée dans un mausolée en marbre dû au sculpteur italien Giovanni da Nola. Cet édifice est, encore aujourd'hui, l'un des plus imposants d'Espagne.